# Pommelien Thijs

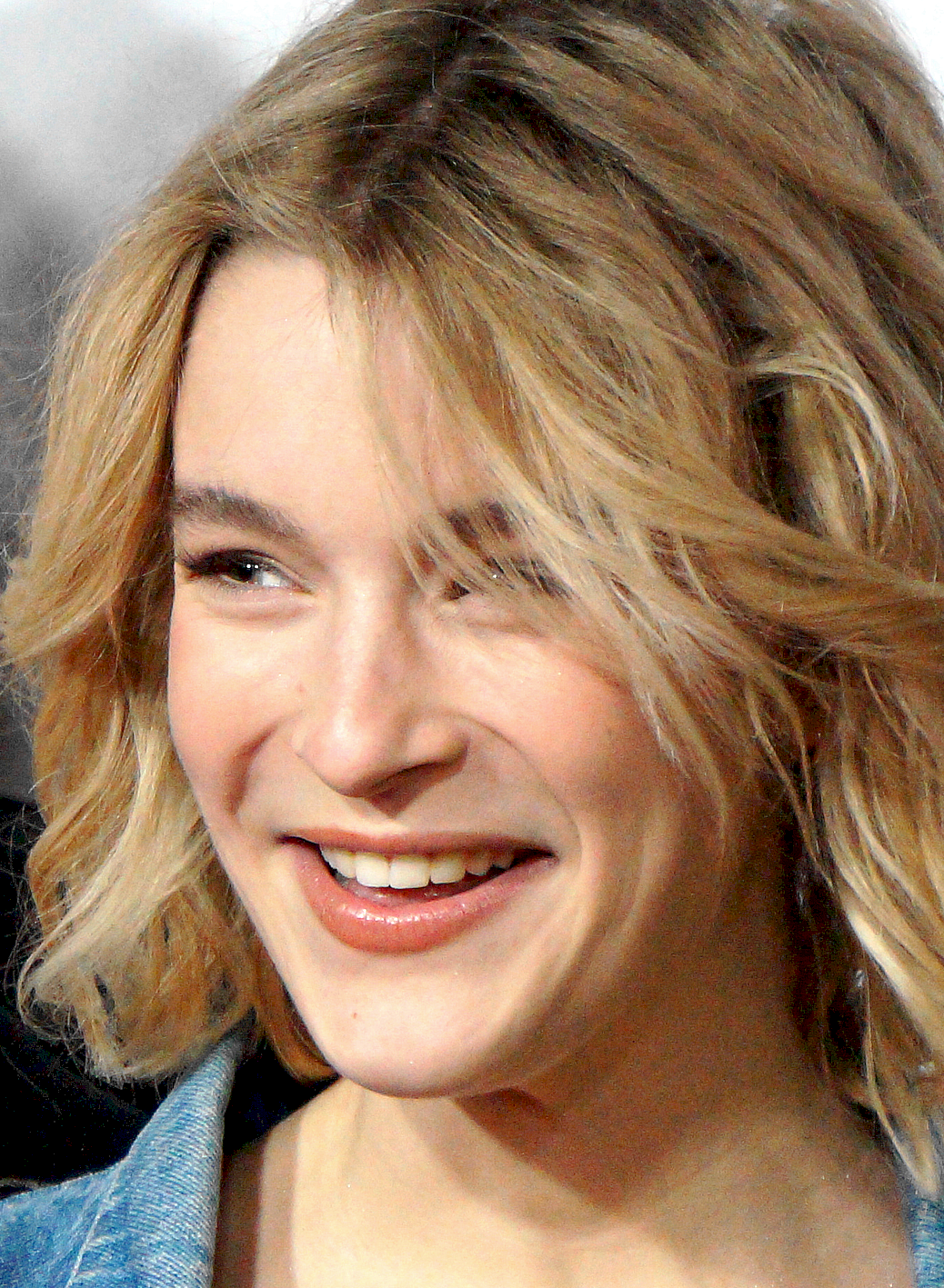
Pommelien Thijs im Februar 2024

Pommelien Thijs (* 4. April 2001 in Kessel) ist eine belgische Schauspielerin und Popsängerin.

## Biografie
Pommelien Thijs sang von Kindheit an in verschiedenen Chören, zu denen sie und ihre 4 Jahre ältere Schwester Kaat von den Eltern mitgenommen wurden. Zusammen mit Kaat hatte sie auch Auftritte und mit 12 Jahren bekam sie die Hauptrolle bei einer Aufführung des Musicals Annie. Als sie älter wurde, wurde sie für das Fernsehen entdeckt und bekam ab 2019 eine Hauptrolle in der musikalischen Jugendserie #LikeMe. Ab 2020 spielte sie in der Weihnachtsfilmserie Die Familie Claus mit.
Ihre Schwester Kaat war 2017 als Sängerin entdeckt worden und hatte den Song Unbeautiful aufgenommen, der in den USA in die Top 20 der Dance-Club-Charts kam. 2020 veröffentlichte Pommelien Thijs ihre erste Single gemeinsam mit dem Niederländer Jaap Reesema. Mit Nu wij niet meer praten hatten die beiden sowohl in Flandern als auch in den Niederlanden einen Nummer-eins-Hit. Von da an entwickelte sich auch ihre musikalische Karriere. Sie brachte regelmäßig weitere Songs heraus, die zumindest in Belgien erfolgreich waren. Mit Ongewoon hatte sie 2022 einen zweiten Nummer-eins-Hit. Im Juni 2023 erschien ihr erstes Album und es erreichte ebenso Platz 1 wie die Vorabsingle Erop of eronder, die in ihrer Heimat zum Sommerhit wurde. Dass sie damit zu den erfolgreichsten belgischen Popsängern gehörte, unterstrich sie mit zwei weiteren Nummer-eins-Hits und der Nummer-eins-Platzierung der Liveversion ihres Debütalbums im folgenden Jahr. Außerdem bekam sie 2023 bei den Music Industry Awards des öffentlich-rechtlichen Senders VRT fünf und im Jahr darauf drei weitere Auszeichnungen.
Sie setzte aber auch ihre Schauspielkarriere fort und nach dem Auslaufen der früheren Serien übernahm sie eine Hauptrolle in der Erwachsenenserie Knokke Off.

## Diskografie

### Alben
| Jahr | Titel Musiklabel                        | Höchstplatzierung, Gesamtwochen, AuszeichnungChartplatzierungen (Jahr, Titel, Musiklabel, Platzierungen, Wochen, Auszeichnungen, Anmerkungen) | Höchstplatzierung, Gesamtwochen, AuszeichnungChartplatzierungen (Jahr, Titel, Musiklabel, Platzierungen, Wochen, Auszeichnungen, Anmerkungen) | Anmerkungen |
| Jahr | Titel Musiklabel                        | BEF | NL | Anmerkungen |
| ---- | --------------------------------------- | --- | --- | --- |
| 2023 | Per ongeluk Sony Music Belgium          | BEF1 (… Wo.)BEF | NL18 (2 Wo.)NL | Erstveröffentlichung: 23. Juni 2023 |
| 2023 | De Baarnse moordzaak Sony Music Belgium | BEF21 (1 Wo.)BEF | — | Erstveröffentlichung: 18. Dezember 2023 De Volksjury feat. Pommelien Thijs; Folge 123 des belgischen True-Crime-Podcasts live aufgenommen mit Pommelien Thijs |
| 2024 | Per ongeluk live Sony Music Belgium     | BEF1 (46 Wo.)BEF | — | Erstveröffentlichung: 21. Juni 2024 Livealbum |

### Singles
| Jahr | Titel Interpreten                                              | Höchstplatzierung, Gesamtwochen, AuszeichnungChartplatzierungen (Jahr, Titel, Interpreten, Platzierungen, Wochen, Auszeichnungen, Anmerkungen) | Höchstplatzierung, Gesamtwochen, AuszeichnungChartplatzierungen (Jahr, Titel, Interpreten, Platzierungen, Wochen, Auszeichnungen, Anmerkungen) | Anmerkungen                              |
| Jahr | Titel Interpreten                                              | BEF | NL | Anmerkungen                              |
| ---- | -------------------------------------------------------------- | --- | --- | ---------------------------------------- |
| 2020 | Nu wij niet meer praten Jaap Reesema & Pommelien Thijs         | BEF1 ×2Doppelplatin · (31 Wo.)BEF | NL1 Diamant · (23 Wo.)NL | Erstveröffentlichung: 30. Oktober 2020   |
| 2021 | Tranen Kris Kross Amsterdam, Kraantje Pappie & Pommelien Thijs | BEF14 Gold · (9 Wo.)BEF | — | Erstveröffentlichung: 5. März 2021       |
| 2021 | Meisjes van honing                                             | BEF17 (18 Wo.)BEF | — | Erstveröffentlichung: 19. November 2021  |
| 2022 | Ongewoon                                                       | BEF1 (29 Wo.)BEF | — | Erstveröffentlichung: 15. April 2022     |
| 2022 | Wat een idee!?                                                 | BEF3 (12 Wo.)BEF | — | Erstveröffentlichung: 15. September 2022 |
| 2022 | Zilver                                                         | BEF6 (17 Wo.)BEF | — | Erstveröffentlichung: 1. Dezember 2022   |
| 2023 | Hypothetisch                                                   | BEF18 (7 Wo.)BEF | — | Erstveröffentlichung: 30. März 2023      |
| 2023 | Kleine tornado Pommelien Thijs & Kaat Thijs                    | BEF38 (1 Wo.)BEF | — | Erstveröffentlichung: 18. Mai 2023       |
| 2023 | Erop of eronder                                                | BEF1 (44 Wo.)BEF | — | Erstveröffentlichung: 8. Juni 2023       |
| 2023 | Medeplichtig                                                   | BEF5 Platin · (17 Wo.)BEF | — | Erstveröffentlichung: 22. November 2023  |
| 2023 | Hou mij vast Bazart & Pommelien Thijs                          | BEF4 Platin · (21 Wo.)BEF | — | Erstveröffentlichung: 22. Dezember 2023  |
| 2024 | Het beste moet nog komen                                       | BEF1 Platin · (16 Wo.)BEF | — | Erstveröffentlichung: 21. Februar 2024   |
| 2024 | Het midden Pommelien Thijs & Meau                              | BEF1 (29 Wo.)BEF | NL17 (15 Wo.)NL | Erstveröffentlichung: 10. Oktober 2024   |
| 2025 | Atlas                                                          | BEF1 (… Wo.)BEF | NL5 (… Wo.)NL | Erstveröffentlichung: 21. März 2025      |
| 2025 | Tegenwoordige tijd                                             | BEF31 (4 Wo.)BEF | — | Erstveröffentlichung: 11. April 2025     |